# Südostanatolien-Projekt

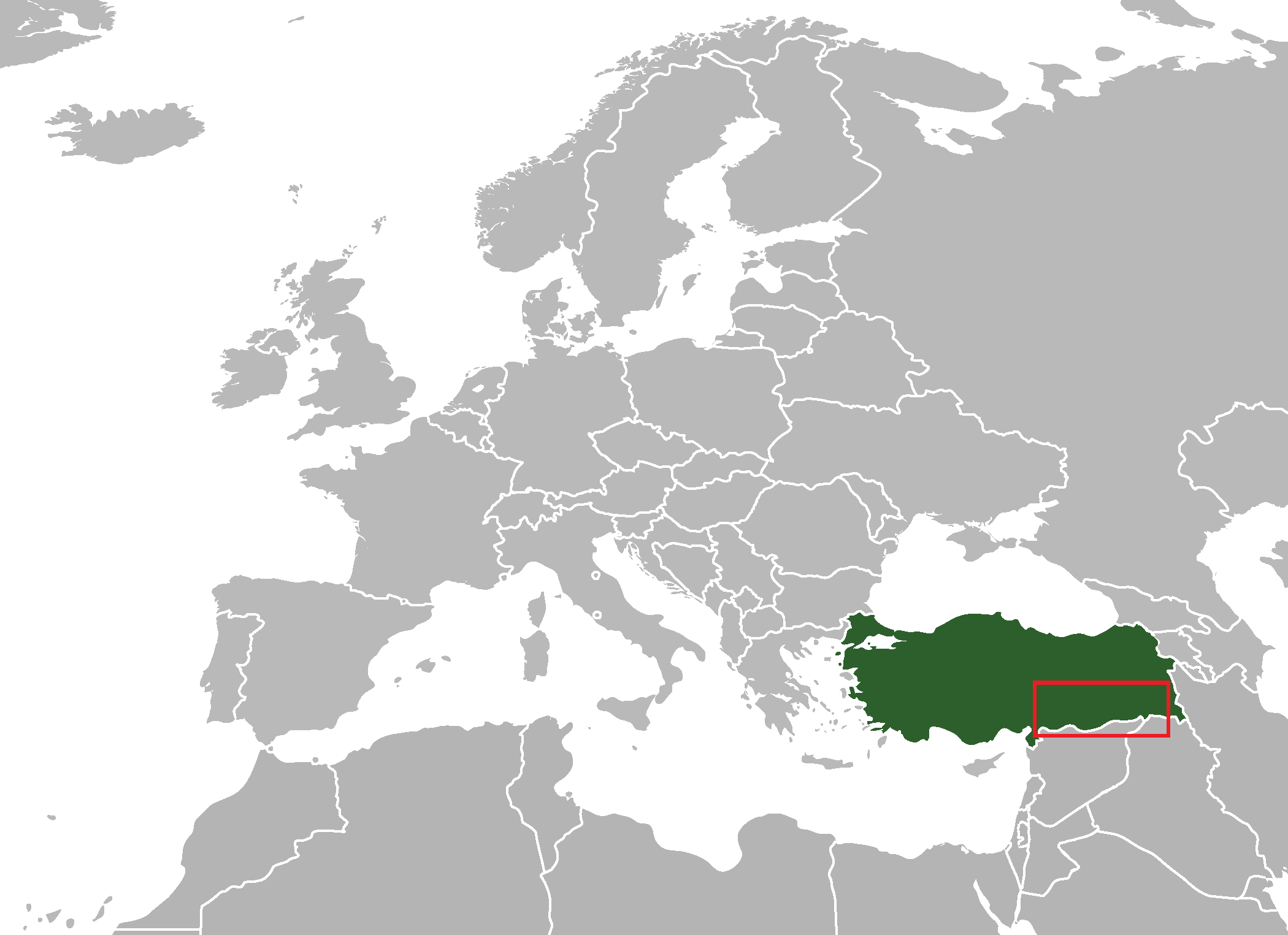
Lage des Projektes in der Türkei

Das Südostanatolien-Projekt (türkisch Güneydoğu Anadolu Projesi; GAP) ist das größte regionale Entwicklungsprojekt der Türkei. Es umfasst insgesamt 22 Staudämme, 19 Wasserkraftwerke und Bewässerungsanlagen entlang der beiden Flüsse Euphrat und Tigris. Die Idee zu diesem Projekt entstand ursprünglich bereits in den 1970er Jahren.

## Komponenten des GAP
Das GAP soll das Wasser des Euphrat und Tigris zur wirtschaftlichen Nutzung erschließen. Diese beiden Flüsse stellen 28 % des türkischen Wasserpotentials dar. Das Projekt berücksichtigt verschiedene Handelsfelder wie Landwirtschaft, Industrie, Verkehr, Infrastruktur, Tourismus, Gesundheit, Erziehung und Kultur. Es erstreckt sich über mehrere Planungsphasen.

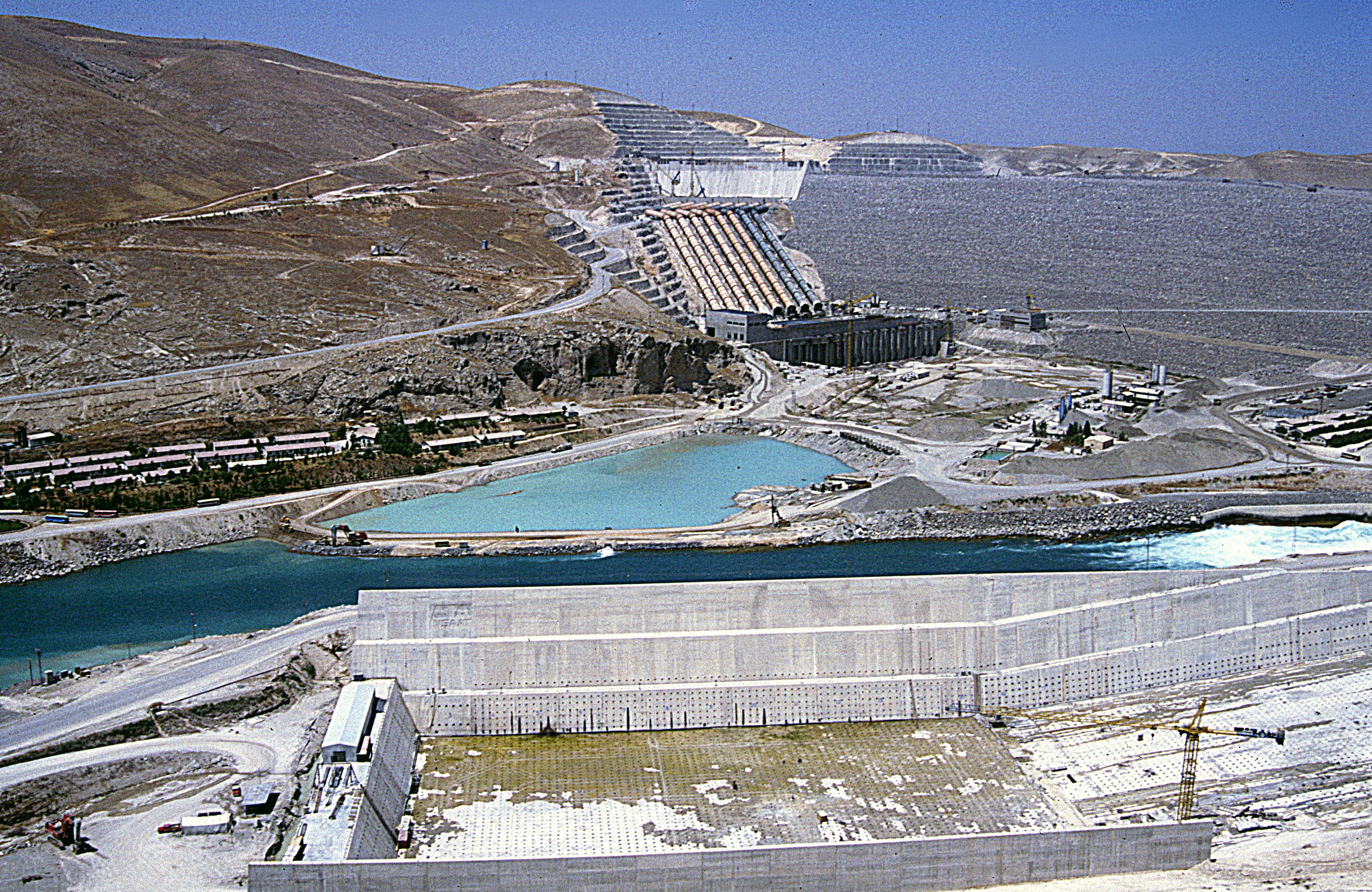
Atatürk-Staudamm am Euphrat 1990

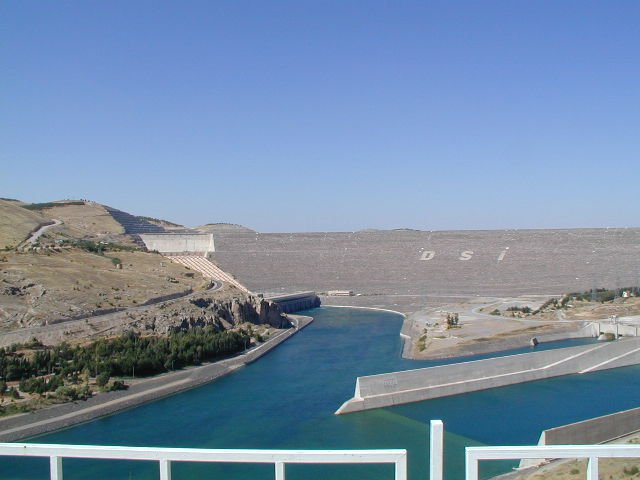
Blick auf den Atatürk-Staudamm 2001

### Staudämme
Der Atatürk-Staudamm ist der größte der 22 Staudämme. Er staut das Wasser des Euphrats. Sein aufgestautes Wasser wird zum größten Teil über die zwei Şanlıurfa-Tunnel auf landwirtschaftliche Nutzflächen zur Bewässerung geleitet. Der Atatürk-Stausee hat die 1,5fache Fläche des Bodensees. Das Wasserkraftwerk hat eine Gesamtleistung von 2400 MW und erzeugt knapp 10 % der elektrischen Energie der Türkei.
Der Stausee drohte 15 Jahre nach seiner Fertigstellung zu verschlammen. Das Erdreich der umliegenden Berge erodierte immer mehr und rutschte in den Stausee. Nach Alarmrufen von Wissenschaftlern und der Presse beschloss die türkische Regierung 1998 eine Wiederaufforstung der Hänge rund um den Atatürk-Stausee. Eine Fläche von der Größe des Saarlandes sollte begrünt werden. Bei der größten ökologischen Rettungsaktion in der Geschichte der Türkei bepflanzten Tausende von freiwilligen Studenten das See-Ufer mit Bäumchen.
Die Euphrat-Staustufe Birecik liegt bei Birecik unterhalb des Atatürk-Staudamms. Sie dient neben der Stromerzeugung auch der landwirtschaftlichen Bewässerung und besteht aus einem 2,5 km langen Staudamm. Die Turbinen mit einer Gesamtleistung von 672 MW erzeugen pro Jahr 2,5 Milliarden Kilowattstunden.
In den Jahren 1996–2000 wurde die Karkamış-Staustufe mit einer Kraftwerksleistung von 189 MW errichtet.
Der Ilisu-Staudamm staut den Tigris und wurde in der Nähe zur syrischen und irakischen Grenze gebaut. Der Damm ist 135 Meter hoch und 1820 Meter lang und es wurde ein Gebiet von 313 Quadratkilometer überflutet, darunter auch historische Kulturdenkmäler, wie etwa die mittelalterliche Stadt Hasankeyf. Die Kraftwerksleistung beträgt 1200 MW.

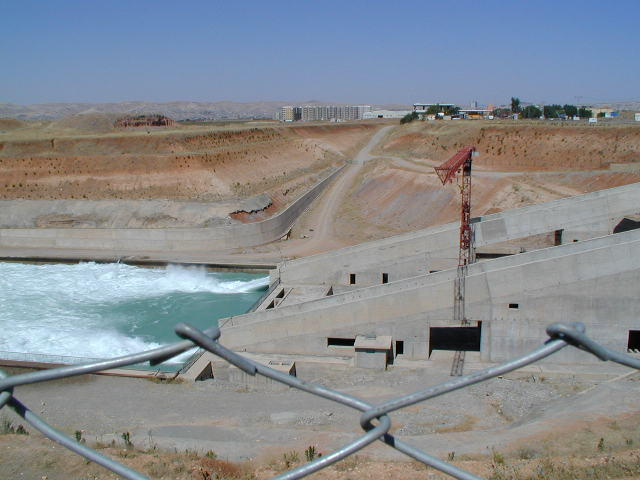
Hochwasserentlastung eines Stausees

### Zeitliche und räumliche Dimension

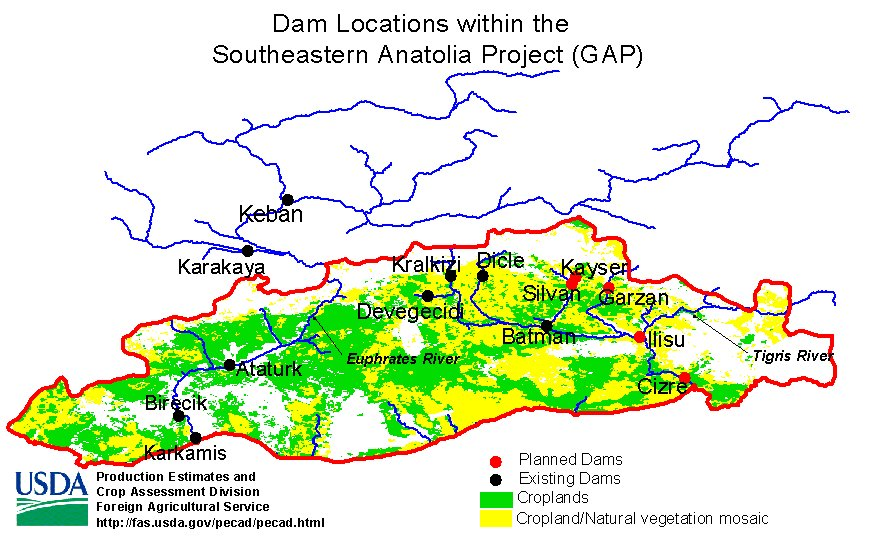
Übersichtskarte des Projektes, Stand 2005

Außer der Bewässerung landwirtschaftlicher Flächen und der Stromgewinnung umfasst das GAP auch den Bau landwirtschaftlicher und städtischer Infrastruktur, Forstwirtschaft, Bildung und Gesundheitsvorsorge. Nach den staatlichen Planungen sollte der regionale Entwicklungsplan 2010 fertiggestellt werden und 32 Milliarden Dollar kosten. Seit Beginn des Projektes wurden bis zum Jahr 2000 (im Rahmen des Masterplans 1989–2005) 14 Mrd. Dollar investiert. Doch wurde die Subvention für dieses Projekt aufgrund starker Staatsverschuldung eingeschränkt.
Das Projekt umfasst neun Provinzen, die im historischen Ober-Mesopotamien zwischen den beiden Flüssen Euphrat und Tigris liegen:
- Adıyaman
- Batman
- Diyarbakır
- Gaziantep
- Kilis
- Mardin
- Siirt
- Şanlıurfa
- Şırnak

## Ziele des GAP
Mit der Fertigstellung des Projektes sind mehrere Ziele verbunden, besonders die wirtschaftliche und soziale Entwicklung des lange Zeit vernachlässigten Südostens der Türkei. In diesem Gebiet lebt größtenteils die kurdische Minderheit. Durch die wirtschaftliche Entwicklung erhofft sich die Regierung auch eine Entschärfung der sozialen Lage der Kurden und damit auch einen Beitrag zur Lösung der kurdischen Frage. Zudem soll durch das Entwicklungsprogramm die Binnen-Migration und Landflucht von Ost nach West verringert werden.
Zielsetzungen sind:
- Bewässerung und das Urbarmachen des unfruchtbaren Landes in Syrien, der Türkei, des Irak und des Irans
- Entwicklung des unterentwickelten Osten der Türkei und Erhöhung des Lebensstandards und Einkommensniveaus der Bevölkerung
- Schaffung von 5 Millionen neuen Arbeitsplätzen[4] in allen Bereichen (Dienstleistung, Industrie und Landwirtschaft)
- Energiegewinnung und Verringerung der Abhängigkeit von fossilen Brennstoffen
- zusätzliche staatliche Einnahmen durch den Wasserhandel mit den Nachbarländern und dem ganzen Nahen Osten
- Bewässerung der Steppe zur Erschließung landwirtschaftlicher Nutzflächen
- Diversifizierung der landwirtschaftlichen Erzeugnisse

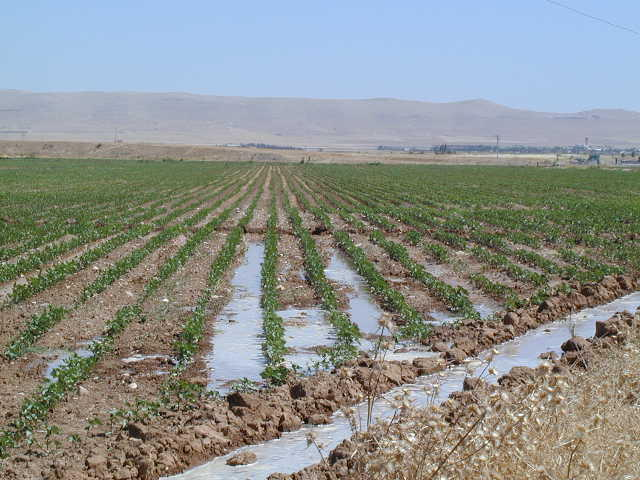
Bewässerung in der Region, Bild aus dem Jahr 2005

- Erhöhung des Exports aus der Region durch eine exportorientierte Agrarproduktion
- Ansiedlung von Industrien: In der ersten Stufe ist eine Ansiedlung der Lebensmittelverarbeitung geplant, danach sollen weitere Industriezweige wie Möbelherstellung, Textil und Chemie folgen.
- Förderung des Tourismus: Erschließung vieler historischer und archäologischer Stätten durch den Ausbau der Infrastruktur (Straßen, Hotels usw.)
- Gesellschaftliche Umwandlung: Frauenprojekte, Ausbildung, Erziehungstätigkeiten und Gesundheitsleistungen

### Landwirtschaft

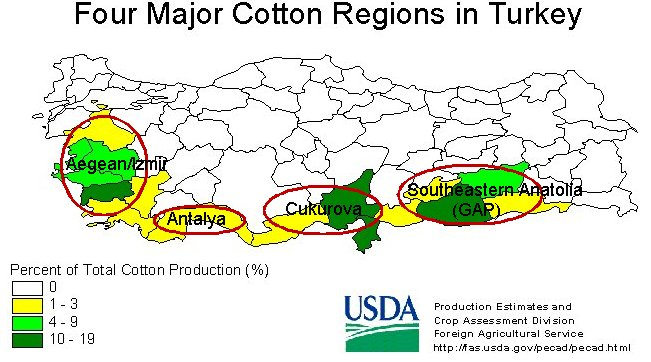
Baumwoll-Anbaugebiete in der Türkei

Mit Hilfe riesiger Bewässerungsanlagen soll eine Fläche von 1,7 Millionen Hektar zwischen den beiden Flüssen bewässert und so zur landwirtschaftlichen Nutzung erschlossen werden. Das entspricht fast der Größe Thüringens. Mit dem Fertigstellen des GAP wird sich die bewässerte Fläche der Türkei schätzungsweise verdoppeln.
Allein bei der Produktion von Baumwolle erwartet man eine Erhöhung von derzeit 150.000 Tonnen auf 400.000 Tonnen. Damit wird die Region zu einer der vier wichtigsten Anbauflächen für Baumwolle. Baumwolle ist für die Türkei insofern wichtig, da dessen Nachfrage nach dem Rohstoff größer ist als die Kapazität zur Deckung des eigenen Bedarfs. Bereits jetzt zählt die Türkei neben China und anderen Ländern zu den Haupttextil-Produzenten der Welt.
Neben Baumwollfeldern entstehen allerdings auch Pistazien- und Mandelbaumplantagen, Erdbeer-, Sojabohnen- und Weizenfelder und Truthahnfarmen.
Die Erträge von Baumwolle, Gerste und Weizen verdreifachten sich auf den bewässerten Flächen, vor allem in der Ebene um Harran. Wie aus den Erfahrungen mit anderen Staudammbauten bekannt wurde, steigen nach der Inbetriebnahme mit dem Grundwasserspiegel auch die Bodensalze nach oben und machen die Böden unfruchtbar. Auch die Harran-Ebene war einst eine der größten Kornkammern der Türkei, doch schon heute sind mehr als 20 % des Bewässerungsgebietes zu versalzen, um noch als Anbaugebiet von Nutzen sein zu können.

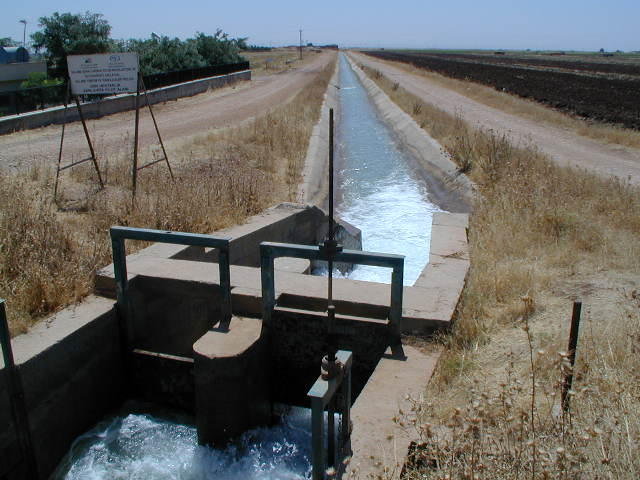
Bewässerungskanal in Harran

### Fischerei
Zurzeit wird über die Errichtung von Fischzuchtfarmen auf den neu entstandenen Seen nachgedacht. Auf den Stauseen um den Atatürk-Staudamm zeichnet sich derzeit bereits eine derartige Entwicklung ab.

### Elektrizität
Die bereits bestehenden 17 Wasserkraftwerke versorgen die Türkei mit 8,9 Milliarden Kilowattstunden Energie. Der Verbund dieser 17 Wasserkraftwerke ist einer der größten der Welt. Nach der Fertigstellung soll die Region jährlich eine Energiemenge von 27 Milliarden Kilowattstunden produzieren. Dies entspricht ca. 13 % des türkischen Jahresbedarfs.

## Beteiligung deutscher Unternehmen / Hermesbürgschaften
Mehrere Unternehmen aus den Ländern Österreich, Deutschland und der Schweiz investieren in das Projekt, vor allem Unternehmen aus dem Bau- und Elektrosektor. Nachdem die Weltbank und die Schweizer Großbank UBS sich aus dem Projekt zurückgezogen haben, unterstützen die deutschen Banken Sparkasse und die zur Sparkassengruppe gehörende Deka-Bank das Projekt. Die Regierungen der genannten Länder sichern ihre Unternehmen durch sogenannte Hermesbürgschaften mit einer Summe von 450 Millionen Euro ab. Der Gesamtwert der Investition beträgt 1,2 Milliarden Euro.

## Entwicklung des Projektes
In den frühen 1990er kam das Projekt in der Hochzeit der Kämpfe zwischen der PKK und der türkischen Armee fast vollständig zum Erliegen.
Das ursprüngliche Ziel, das Projekt bis 2010 fertigzustellen, wurde nicht erreicht. Die Fertigstellung mancher Dämme ist überfällig, wie zum Beispiel die in der Nähe von Hatay. Die Ursachen für die Verzögerung sind vielfältig. Hierzu gehören ökonomische Krisen, diplomatische Probleme und auch die Kampfeinsätze gegen die PKK während der langen Projektzeit.
Eine Reihe von wirtschaftlichen Rückschlägen führte immer wieder dazu, dass die Regierungen den Geldhahn für das Projekt zudrehten oder zumindest den Geldfluss verringerten.
Zudem mussten immer wieder rechtliche Sachverhalte geklärt werden. Dies betraf vor allem Enteignungen und Überflutung von historischen Orten.

## Auswirkungen und Probleme

### Sozial
Bis jetzt sind kaum Arbeitsplätze für Ansässige geschaffen worden. Die „guten“ Stellen gehen zumeist an gut ausgebildete Arbeiter aus dem Westen der Türkei. Zudem profitieren von den neuen landwirtschaftlich erschlossenen Gebieten vor allem die alten Großgrundbesitzer (Agas).
Ein weiteres Problem ist die Umsiedlung von Dörfern und deren Bewohnern aus Gebieten, die durch die Stauung der Flüsse überschwemmt werden. Von den Umsiedlungen sind über 4000 Dörfer und mehr als 5000 Siedlungen betroffen. Allein der Atatürk-, Karakaya- und Bireçik-Damm haben zu Umsiedlungen von etwa 90.000 Bewohnern geführt. Viele Betroffene bekommen nur unzureichende Entschädigungen für ihre verlassenen Ländereien und Besitztümer oder aber ihr Einkommen liegt unterhalb des Niveaus, das sie früher erwirtschaftet haben. Daher ist die Mehrzahl der entschädigten Personen mit ihren neuen Siedlungen unzufrieden.
70 % der bebaubaren GAP-Fläche ist Staatseigentum, 25 % verteilen sich auf die Großgrundbesitzer und lediglich 5 % auf die Vielzahl der Kleinbauern. Um optimale landwirtschaftliche Erträge erzielen zu können, müssen große Flächen mit Maschinen, Dünger und Pestiziden bearbeitet werden. Der Großteil der Kleinbauern kann höchstwahrscheinlich nicht die finanziellen Mittel für diese Investitionen aufbringen. Daher werden auch kaum Kleinbauern von diesem Projekt profitieren, sondern nur die alten Großgrundbesitzer. Es ist deshalb zu bezweifeln, ob die angestrebte Verbesserung des Lebensstandards und Erhöhung der Einkommen der Bauern erreicht wird.

### Ökologisch und kulturell
- Versalzung des Bodens durch Überdüngung und Hebung des Grundwasserspiegels
- Überschwemmung alter archäologischer Fundorte und Kulturstätten wie Zeugma, Allianoi, Hasankeyf u. a.
- drastische Verringerung des fruchtbaren Schwemmlands in den Flüssen nach den Staumauern
- Hohe Verdunstungsverluste über großen Wasserflächen in ariden bzw. semi-ariden Räumen
- Verdrängung von Kleinbauern durch industrielle Landwirtschaft

### Probleme mit den Anrainerstaaten
Das Projekt wird von den Regierungen der Nachbarstaaten Syrien und Irak mit Argwohn und Sorge beobachtet. Die Staudämme und Bewässerungsanlagen reichen bis an ihre Grenzen heran. Führende Politiker beider Länder befürchten, dass die Türkei eines Tages das Wasser als politisches Machtinstrument einsetzen könnte. Die Türkei ist aufgrund der großen Speicherkapazitäten der Staudämme in der Lage, jederzeit den beiden Nachbarn einfach das Wasser „abzudrehen“. Die Befürchtungen werden durch entsprechende Äußerungen türkischer Politiker nicht gerade besänftigt: Der ehemalige Ministerpräsident und spätere Staatspräsident Turgut Özal wird zitiert mit den Worten: „Die anderen Staaten der Region haben Öl, wir haben Wasser.“ Das Misstrauen der Nachbarn stieg auch deshalb, weil die Türkei eng mit den USA und Israel verbündet war.
Durch den Einsatz von Pestiziden und anderer Mittel gelangt chemisch belastetes Wasser zu den syrischen Bauern, welche zunehmend Ernteverluste beklagen. Zudem haben sowohl Syrien als auch der Irak eine stark wachsende Bevölkerung, die zu einem großen Teil aus Kleinbauern bestehen. Daher ist anzunehmen, dass ihr Wasserbedarf zukünftig steigen wird und die sozialen Spannungen zunehmen.
Auch aufgrund dieser Probleme gehört der GAP-Komplex zu den am stärksten bewachten und geschützten Objekten seiner Art. Unter anderem sind Flugabwehrraketen zum Schutz der Staudämme in der Region stationiert.

### Wasserversorgung
Die Şanlıurfa-Tunnel sind mit je 26,2 km Länge und 7,62 m Innendurchmesser die längsten Bewässerungstunnel der Welt. Allein diese beiden Tunnel entziehen dem Euphrat eine Wassermenge von 328 m³/s. Die Flüsse Euphrat und Tigris führen jährlich 50 Mrd. m³ Wasser.
Gegenwärtig fließt über die syrisch-türkische Grenze über den Euphrat eine Wassermenge von ca. 900 m³/s. In bilateralen Verhandlungen von 1984 und 1987 hat die Türkei den Staaten Syrien und Irak eine Wassermenge von 500 m³/s zugesichert. Syrien und Irak teilen sich das Wasser im Verhältnis von 42 zu 58.
In rechtlicher Hinsicht sind die Verhandlungen festgefahren. Die Staaten verschanzen sich hinter gegensätzlichen Positionen, die sich auf unterschiedliche völkerrechtliche Auffassungen berufen. Syrien und Irak versuchen das Rechtskonzept der „geteilten Ressource“ geltend zu machen, was ihnen 2/3 des Wassers zusprechen würde. Die Türkei favorisiert das Konzept der „equitable and reasonable utilization“, wie es von der UN-Völkerrechtskommission in ihren „Draft Articles on the Law of Non-navigational Uses of International Watercourses“ zugrunde gelegt wurde.

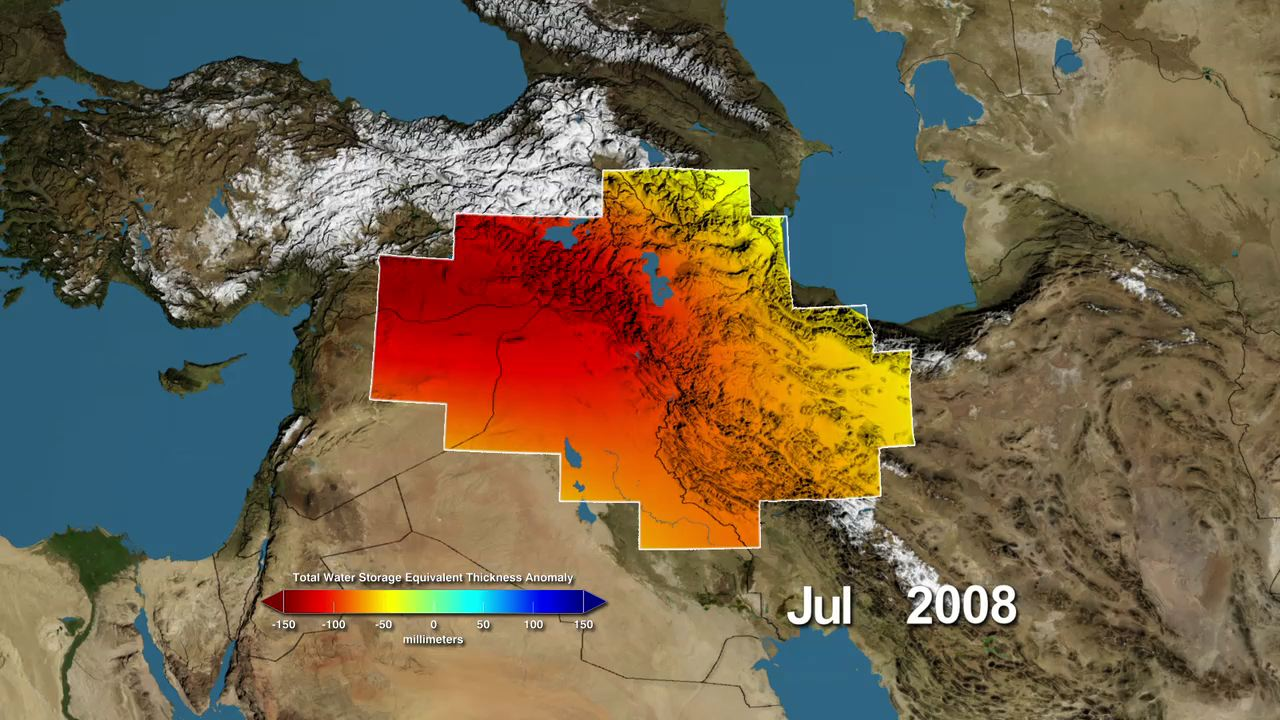
Wasserverluste im mittleren Osten (NASA Gravity Recovery and Climate Experiment 2013)

Im Februar 2013 wurde eine Studie unter Mitwirkung der NASA bekannt. Demnach beträgt der Wasserverlust in den Jahren 2003–2010 etwa 144 Kubikkilometer (fast die dreifache Menge des Bodensees). Ausgewertet wurden u. a. Aufnahmen der Landsat-Erdbeobachtungssatelliten.

## Zitate
- „Staudämme sind ein typisches Phänomen für Länder der Dritten Welt. Dabei bedeuten gigantische Staudammprojekte zur Gewinnung von Wasserkraft nichts anderes als ökologischer Selbstmord. Bei kleineren Dämmen ist es nicht anders: Sie bringen vorübergehend Reichtum, sind aber langfristig gesehen für die Landwirtschaft eine Katastrophe. Das größte Problem der Türkei ist, dass man bei der Wahl der Standorte für die Staudämme nicht nach wissenschaftlichen Kriterien handelt. Das ist sehr traurig. Die langfristigen Interessen werden dem kurzfristigen Profit geopfert.“ Ismail Duman, Universität Istanbul (aus: „Schätze im nassen Grab.“ (Memento vom 17. Juni 2004 im Internet Archive) Erstsendung im NDR Fernsehen am 3. Dezember 2002.)
- „Das türkisch-syrische Protokoll von 1987 garantierte einen Wasserabfluss von durchschnittlich 500 Kubikmetern pro Sekunde für die Euphrat-Unteranrainer Syrien und Irak. Dennoch blieb das türkische ‚Südostanatolische Entwicklungsprojekt‘ … ein Konfliktpunkt. Die Türkei gebärde sich als regionaler Wasserhegemon, …so der Vorwurf aus Damaskus und Bagdad. Die Türkei reklamierte dagegen ihr Recht auf Entwicklung und schuf Fakten… Dennoch hielt sie sich im Übrigen an das 1987er-Protokoll.“ ([12])